# Road to Rio
Road to Rio is een Amerikaanse filmkomedie uit 1947 onder regie van Norman Z. McLeod. Destijds werd de film in Nederland uitgebracht onder de titel Op stap naar Rio.

## Verhaal
De muzikanten Scat Sweeney en Hot Lips Barton zijn verstekelingen op een schip naar Rio de Janeiro. Ze leren er Lucia kennen, die op het punt staat tegen haar wil te worden uitgehuwelijkt. Ze richten vlug een muziekgroepje op. Daar treden ze mee op tijdens het bruiloftsfeest in de hoop nog een stokje te steken voor het huwelijk.

## Rolverdeling
| Acteur           | Personage              |
| ---------------- | ---------------------- |
| Bing Crosby      | Scat Sweeney           |
| Bob Hope         | Hot Lips Barton        |
| Dorothy Lamour   | Lucia Maria de Andrade |
| Gale Sondergaard | Catherine Vail         |
| Frank Faylen     | Trigger                |
| Joseph Vitale    | Tony                   |
| George Meeker    | Sherman Mallory        |
| Frank Puglia     | Rodrigues              |
| Nestor Paiva     | Cardoso                |
| Robert Barrat    | Johnson                |
| Stanley Andrews  | Kapitein Harmon        |